# 38036 Waynewarren
38036 Waynewarren este o planetă minoră (asteroid), cu un diametru de 9,275 km, din centura de asteroizi. A fost descoperită pe 13 septembrie 1998 la Observatorul Reedy Creek de John Broughton⁠(d). 
Obiectul prezintă o orbită caracterizată de o semiaxă mare de 3,0374504 UAi, o excentricitate de 0,17, o înclinație de 17,09296 ° în raport cu ecliptica.